# 椿井文書
椿井文書（つばいもんじょ、別名:木津文書）とは、旧山城国相楽郡椿井村や明治時代の木津町のある旧家、あるいは、江戸時代後期に椿井政隆(1770-1837)によって作成、販売されたとされる神社仏閣の縁起書、由緒書や境内図である。日本最大級の偽文書とも言われる。椿井文書が作られた背景には国学思想の隆盛と神社合祀政策と社格制度などがあったと考えられるが「しかし中には神社の伝承を加味しながら記されたものもあって、一概にきり捨てがたいものもある」等の見解もある。
「古文書」には広狭二義があり、「広義の場合には、古い書類すなわち古記録、系図や、時には古典籍までをも含めていうことがある」。また、狭義には「古文書とは、厳密には差出人と宛先が記されたもので、それらが伴わない古記録とは区別される。したがって、ある人の署名や花押や印鑑と称して差出人を偽装しているのが偽文書ということになる。そのため、例えば寺歴や社歴を虚飾した由緒書や家の歴史を粉飾した系図などは、厳密には偽文書に含まれない。」とある。由緒書とは家や職能などの起源、由来、系譜などを訳したもの、縁起とは寺社草創の由来や神仏霊験譚で、随分と偽作があるものの、それらは信仰心を伝えるもので歴史を伝えるものではないが、椿井文書は悪意で作られたものであるという。

## 椿井文書に関する記録
明治23年（1890年）、滋賀県内の宮司家に生まれた中村直勝（なかむら　なおかつ）は「次の点には触れずに置こうと、いろいろと勘考したのであるが、やはり、後世を誤る倶れがあるから、短言しておくこととする」と、明治30年（1897年）前後頃の京都府南部木津町の椿井家、明治35年（1902年）前後頃の木津の今井家での由緒書の製造販売の様子について詳細に記している。
明治4年（1871年）頃から政府は政祭一致を目指し神職の人事権を掌握し社格の制度を設け、主に無社格となった神社を中心に廃止、統合を進めるという神社合祀政策をとった。そのため、各神社は社歴調査に努めなければならなくなり「明治三十年前後－私の小学校時代のこと－（中略）せいぜいが小学校を卒業した程度の地方神職に、そうした歴史の調査ができるはずはなく比較的上等であった親父でさえ五里霧中で」、由緒を求めて国文学の教授や和歌の師匠へ訪問してまで苦心する。「そのとき南山城の木津に椿井（つばい)という旧家があって、そこに行けば、どんな神社の縁起書でもあるという噂が立」ち「地方の神社に対して、その社歴でも調査せしめたものか、滋賀県下の神職連は、寄ると触ると、自分の奉仕しておる神社の由緒調査について、苦い談を交わしておった」という状況下でも「〔中村〕の〔父〕の奉仕した神社は貧乏であったから、木津まで〔縁起書〕を探しに行かなかったが」、多くの神職たちが木津を訪れたという。地方の神社の神職達や寺社へ椿井家と今井家は大量に所蔵している中から探し出すという建前で「時には、今迄知れておる社歴の一部を、彼等に語らせ」注文主の財産状況を見定め上等下等の由緒、縁起、境内図等を製造販売したという。販売された椿井文書について「しかし内容は万更、虚構でないこともある。興福寺東大寺春日社等の古記録が、種本ではないか」と中村は評している。
これは、世間の噂では奈良興福寺の古記録類をウンと買い込んだ家が椿井家でそこに何等かの参考資料があるらしく、それに基づいて作為するのであるということであったけれども、果して、如何なものであろうか。—中村直勝、(中村 1962, p. 195, )(中村 1978a, p. 111)
右の縁起は中畠村が明治三五年(一九〇二)五月四日、野洲郡長磯部信剛を経て県庁に提出するため作った縁起で
「他ニ確実タル物無レ之処、本社ノ旧記ハ京都府綴喜郡新木津村今井良成殿方二有レ之趣、本県庁社務課長ヨリ内意二聞及ヒ候二付、中畑吉右衛門・中畑安治郎両人明治三十五年二月二十五日ヨリ参リ候、一応ニテハ聞入ズ段々相頼ミ候得バ三、四日滞在ヲ被レ申、種々苦心労シテ四日間滞在致シ候処、本社歴史書物ヲ貰受ケ候二付、其謝礼トシテ金十八円ヲ進呈ス、右四日間滞在往復旅費ハニ名ニテ金七円七十八銭五厘消費シ候」と作成された経過が記されている。
　いわゆる木津文書ではあるが、三上との一連の基盤を願っている気持がわかる—野洲町史、
このよりよき系統を保持したい気持ちは昔も今も変わりないが、足利時代頃から殊に盛んになり、山城の木津には専門の系図家があつて、こゝに頼めば金一封の内容に応じて素町人でも水呑百姓でも立派な祖先をつけて呉れる。世に木津文書として特殊扱にせられてゐる。考古學は遺物を主體とするものであるが、古文書や古書畫と同じく偽物が中々に多い。—島田貞彥、
『大和古文書聚英』は昭和十四年……用命をこうむったものである。……とくに南朝ゆかりの南大和地方の採訪に努めた……このおり、社寺や官蹟の縁起や絵図類が主だが、近代の偽作に気が付いた。いわゆる木津文書であり、とくに木津川沿岸にわたるものが多く、一部は大和にも北河内にも及んでいる—永島福太郎、

### 椿井文書の特徴
馬部隆弘（ばべ　たかひろ）は椿井文書は花押で見分けられると述べている。
本来は、署名した下に花押。今でも判子は名前に重ねて捺しますよね。同じく、花押も重なるものです。椿井文書を見ると、花押が署名に重なっていない。椿井文書は全部そうなんです。椿井さんは、離れているでしょ？と言うつもりでやっている—馬部隆弘、
中村直勝は椿井文書の特徴を以下の様に記録している。
- 範囲：滋賀県、奈良県、岐阜県、福井県、京都府
- 用紙：煤で染められた間合紙
- 書体：明朝体「明朝体の文字を使って鎌倉時代の文書を偽造すれば、立ちどころに時代錯誤が発見されるのであるのに、あえて明朝体を採用しておるのは、何故であろうか。それは明朝体の文字であれば、文字に巧拙が現われず、謂わば職人でも書ける文字であるから、大量生産の必要上、この文字体を用いたものかも知れない[7]」「用いる文字は必ずと言ってもよい位に明朝体で(中村 1962, p. 195)[30]」
- 年号：承平～元亀～天正～
- 署名：公文所誰某（例：興福寺公文所豊舜）
- 表装：織子や安価な（紅地の）錦襴。
- 木箱：切り口を墨で古色に塗装したもの、桐箱や春慶塗。

境内図の特徴
- 古い奈良絵本[31][32][33]の手法
- 地図の隅の由緒の書き込み
- 不必要なほどの絵図への文字の書き込み
- 朱印や印象のかわりの朱書き

### 椿井文書の販売
社家に生まれた中村直勝は椿井家と今井家での椿井文書の販売状況を聞いて下記の様に記している。椿井文書の書や絵画としての質については、一見して稚拙なものだとわかると評価しているが「溺れる者どもには藁よりも有難い縁起一巻」「恐らく、全国に亙って同様なことはあったであろう。」と述べている。
椿井家では、何分、何十櫃かの古記録・古文書があるから、すぐに、在るとも無いとも言えないから、調べて見て、あったら、不日、お知らせする、という挨拶をする。それで神職は他日を期して椿井家の玄関を去る。それから早くて二か月、おそくて六か月、椿井家から手紙が来て、お望みのものを幸いにして見付け出したから取りに来るようにとの通知がある。—中村直勝、(中村 1962, p. 194)(中村 1978a, p. 111)
隣村の日吉神社は、その向うの天満宮は、とつぎつぎに社格が昂って行く。どうして、そのような社歴が判ったかときいてみると、木津へ行って尋ねて見たところ、幸にしてそこに当神社の由緒書一巻があったので、それを譲ってもらった、ということである。それをきいて悲観とておった神職は早速、木津（今井氏というのであるとか）の家を尋ねて行ってみた。—中村直勝、
滋賀県内の神社で椿井文書をみかけ、いつ頃、どこで、いくらくらいで買った物かを当てて神社側を驚かせたという。
……この種の縁起書を度度拝見させられたが……そこで私は、決してこれが偽物であるとは言わないで……時には入手の時代、径路、価額まで言い当てて、総代さんを驚かすこともあるし、そうした時には、今後、この縁起書は社殿深く納めて他見を許さないがよいから、写本を作っておいてそれを見せた方がよい、と注告して帰ることにしている。—中村直勝、
ナニか古文書か社傳のやうなものはありませぬかと開き直ると、神官曰く、先頃京都大學の學生さんが来て此の巻物は見せると却て笑はれるから決して見せるなと云うたゆゑ、縁起はあるが見せられぬと、それでも平にと頼むと……一見に及ぶと成ほど學生さんの云はれた通りの笑はれもの。……此の巻物は先代の神官が木津の阿部はん(此の地方で有名なる系圖書き、大和河内の神社仏閣には此者の手になれる偽縁起頗る多し)に頼みやはつて、三十両と云ふ金を出しはりましたんだつせと……—中山太郎、

### 馬部隆弘の中村直勝への批判
椿井文書は明治時代受注生産販売されていたと記録していた中村直勝について、歴史学者の馬部隆弘は下記の様に批判している。
例えば明治二三年（一八九〇）生まれで京大出身の中村直勝は、正しくは今井家から流出した椿井文書について、「明治三十年頃に山城国木津町に住んでおった椿井氏の秘密庫中から探し出されたもの」と若干誤解している。中村直勝は「滋賀県内の神社所蔵文書」を実見しているが、流出の実態までは伝聞でしか知らなかったのであろう—馬部隆弘、
問題は、1962年段階のように、明治時代に偽作していたという大きな誤解がなぜ生じたかです。そこで、歴史学者としての中村氏の思想が形成された場である母校の京都帝国大学に着目しました。すると、戦前の京大では、若き大学院生たちがしばしば椿井文書について議論していることが確認できました。しかし、その一方で、先述の中川泉三氏が椿井文書と指摘している「興福寺官務牒疏」を、大学院生たちは正しい中世文書と誤解している場合もあります。椿井文書の存在は知られていたものの、情報が多少錯綜していたようです。大学院生の議論のなかでは、椿井家が偽作していたという情報と明治時代に木津で販売されていたという情報がしばしば出てきます。これらはいずれも事実なのですが、それを組み合わせてしまった結果、上述のような中村氏の誤解が生じたのでしょう。—馬部隆弘、

### 書籍上の椿井文書
……恐らく此邊に横行する僞書椿井文書によるのであらう。—佐伯啓造、
……所謂木津文書とて近世椿井氏の假構するところに出づるものであるか疑はしく、……—角田文衛、
……南山城に「椿井文書」と詐称する偽文書の横行していたことは有名……—田中重久、
例えば鷲峰山の何々坊の伝えるものとか、あるいは相楽郡加茂町の飯田家に残されているという、いわゆる椿井文書などはそれだが、後者は現在その信憑性が強く疑われていて、信頼できない。—宇治田原町史(1980)、
……信頼度の低い『椿井文書』所収の着到状以外には……—山城町史(1987)、

### 時代背景
中村直勝は、椿井文書は神社仏閣の縁起書、由緒書や境内図他であるとしているが、明治35年前後に全国の地方所在の神社に社格昇格のことが流行し、地方の民社に縁起書や古文書のあろう筈も無く、何の手かがりもつかめない神職が、社格昇格を果たした神社の神職に、なぜ社歴がわかったのかと尋ねた。すると、木津の今井家に行って尋ねてみたところ由緒書があったので譲ってもらったと教えてもらい、その神職も今井家を尋ねてみた、としている。
藤本孝一は江戸時代の椿井家の記述は江戸時代中期より流行する国学の考証学によっているのではないかとし「現代人が偽文書を作るような考えは全くなかったのではなかろうか」「考証に耽るあまり上代より説き付け、室町時代に至って編纂されたもののように叙述したところに、後世をまどわすものがあった」としている。椿井文書の椿井家は幕末に椿井村から田辺町へ移り住んだので、田辺町の伝承も椿井文書の関連で考える必要があろうと指摘している。
馬部隆弘は「国学の隆盛から国家神道へという流れのなかで、神社の社格が次第に重要な意味を持つようになっていく。それぞれの村においても、自村の神社の社格を意識するようになったに違いない。こうした時代背景のもと神社にまつわる椿井文書の需要は徐々に高まり、国家神道が軌道に乗るころに流出して爆発的に広まるのである。」と考察している。
馬部は、椿井政隆は国学に造詣が深く、南朝を正当とする水戸学の影響を少なからず受けているようにも見えるが、結果的に水戸学の成果を利用したと見る方が順当と思われると考察している。また五畿内志の著者であり儒学者の並河誠所に始まる延喜式神名帳の式内社を比定しようとする動きは国学と結びつきながら盛んになっていくが「椿井政隆もその一角に位置づけることができよう」と考察している。維新後の明治政府は近世におけるこれらの議論を踏まえて式内社を確定させていったと論じている。また馬部は椿井政隆の思想の根底には近代皇国史観に繋がるものがあるとする。
馬部は椿井政隆は式内社比定の補遺をはじめ儒学者・並河誠所の五畿内志での欠を補う事を目的の一つとしていたようだと推定、その対象地域は京都府南部の普賢寺に集中しているという。

## 南龍子広雄・平群政隆と椿井権之輔

### 元亀の起請文
1986年、藤田恒春は「（水木本）元亀の起請文」の巻頭文の署名「南龍子広雄」は文政六年（1823年）版「續浪華郷友録」掲載の「南龍堂 椿井流兵学古實国学 有職及物産名廣雄字 慶龍山城泉何辺上狛士 椿井権之輔」と同一人物であろうと推定した。南龍子広雄によって蒐集された「（水木本）元亀の起請文」は原本であろうと鑑定されている。
その巻頭文には「平群政隆」という署名落款が押されていた。草津市惣社神社所蔵「宝光寺縁起」には「南京興福寺官務家　永賜従五位下椿井越前権介平群政隆」「大般若寺由緒書」には「平群宿禰政隆」の署名があるという。
自治体史掲載の地名区分によれば「上狛士 椿井権之輔」の上狛は山城町椿井(旧椿井村)ではなく山城町上狛(旧上狛村)に該当する。
「大字椿井」を中心とした一帯は北之荘、「大字上狛」の地は南之荘と呼ばれ、地元の文書では「北むら」「南むら」といわれていた。狛氏は南之荘に、椿井氏と高林氏は北之荘に、それぞれ居館をかまえていたと考えられている—ふるさと椿井の歴史、
宝暦13年(1763年)「北原村絵図」では、椿井村、上狛村、北原村等の領地の区分が描かれている。ただし、椿井村も含めた旧狛野荘全域を総称して「上狛」とされることもあった。
明治22年(1889年)4月1日、単独で新村となり、北河原村、椿井村、神童子村は併合して高麗村となった。
1989年、高島幸次は「（水木本）元亀の起請文」は起請文著判者の一人の野村七之丞が椿井氏の出であり、南龍子広雄こと椿井権之輔は故実家としてだけでなく自らの祖先への関心ゆえに蒐集したのではないかと推測している。

### 椿井廣雄とその子孫
明治15年（1882年）、普賢寺関白と称えられ天福元年5月29日（1233年7月8日）京都府京田辺市普賢寺の地で亡くなり中ノ山（法楽寺）で火葬された近衛基通の墓が、近衛篤麿により村人達が火葬の地と伝承していた場所へ立てられた。
昭和62年（1987年）、防災工事前に発掘調査が行われ、明治15年立てられた近衛基通墓の下から江戸時代後期の物とみられる家形石祠と「號(号+帍)普賢寺前摂政　近衛基通公御廟」と彫られた墓石と自然石碑が出土したが、他に遺物はなく火葬場とは判定されなかった。
家形石祠は陽明文庫所蔵「山城國綴喜郡普賢寺郷上村字元中ノ山法楽山ト云御廟従前之圖」にて描かれているが出土した物と形状が若干異なる。
藤本孝一が椿井文書である可能性を指摘した「興福寺別院山城國綴喜郡観心寺普賢教法寺四至内之圖」に貼られた付箋には実際に出土した物と同じ形状の家形石祠と、自然石碑が描かれていた。
1988年、藤本孝一はその10数年前に京都国立博物館景山春樹が普賢寺の観音寺へ周旋した「興福寺別院山城國綴喜郡観心寺普賢教法寺四至内之圖」（正長元年（*1428年）戊申歳次三月中幹日改正之,普賢寺 学頭本願院覚範大僧都公文僧蔵之坊式部郷公俊 交衆山下中務郷重春 地頭代普賢寺宮内左衛門尉盛邦,天文貮年（*1533年）六月再画。1968年出版の田辺町史に酷似した絵図の写真が付箋と共に撮影されているが付箋の位置は異なる）は「近衛基通公火葬旧蹟」の書き込みがある、明治14年（1881年）写された、“文明14年（1482年）始図、永正6年（1509年）増補、天明8年（1788年）模写”の陽明文庫所蔵「山城国綴喜郡筒城郷惣図（山城國普賢寺郷惣圖）」（惣荘探題 多々良朝臣久盛（花押）/息長宿禰実村（花押）,これと相似した「山城国綴喜郡筒城郷朱智庄佐賀庄両惣圖」が昭和43年（1968年）『田辺町史』にて掲載されている）を立体画にしたもので、
太田晶二郎の研究で紹介された沼田頼輔の干支と年月日表記についての説「年号-数字-年(歳など)-干支　の形式が古く（上代・中世）、年号-数字-干支-年(歳)は新しい（近世）」に基づき天正五年（1577年）より溯らない近世の形式であると判断できる点と、
山城國普賢寺郷惣圖の方形朱印が「興福官務」であることから椿井文書ではないかという説がある「興福寺官務牒疏」が連想され、その「興福寺官務牒疏」には記載されているが他では見られない「交衆」「朱智荘」「息長」や、日本書紀の地名「筒城」が使用されている事から、断定はできないが、この二図は椿井文書ではないかと鑑定している。
椿井文書とは椿井村の椿井家で「各寺社が椿井家へ自己の寺社の由来について調査を依頼すると,椿井家では「当家伝来処」と称して縁起類を依頼主へ渡す」ものと紹介、中村直勝が近江からも訪ねていったと記録した事や、椿井文書の例として生没年未詳の椿井広雄応龍子の署名がある「飯尾山医王教寺鎮守社祭事紀巻」や椿井応龍子正群政隆の署名がある「高麗大寺圖」の写しや平群龍磨広雄の署名がある「北吉野山神童子縁起」等を紹介、いずれも表記されている年号は古いにもかかわらず「年号-数字-干支-年(歳)」という沼田頼輔の説によると近世の形式の順番で年月日と干支が表記されている。
「推測するに、椿井家では縁起・絵図を作成する際、現代人が偽文書を作るような考えは全くなかったのではなかろうか。『四至内之図』も現地の景観とよく合い、作図するに当り、現地調査や史料採訪を行っていたと思える。江戸時代中期より流行する国学の考証学によっているのではなかろうか。ただし、考証に耽るあまり上代より説き付け、室町時代に至って編纂されたもののように叙述したところに、後世をまどわすものがあった。基通公廟も、幕末に椿井家が田辺町に移り住んだこともあり、現在の地の伝承も椿井文書の関連で考える必要があろう。」としている。「興福寺別院山城國綴喜郡観心寺普賢教法寺四至内之圖」は元々は大西家で所蔵されていた事が判明している。
1989年、山城郷土資料館高橋美久二は「興福寺別院山城國綴喜郡観心寺普賢教法寺四至内之圖」を元に大西館と呼ばれている城館跡の出土物は図に「大西館」「公文所」と書かれている図と酷似していると報告している。

## 椿井政隆偽作説

### 大和人椿井某
1926年、近江栗太郡志卷五にて中川泉三は「興福寺官務牒疏」を始めとして近江に残る絵図が椿井政隆の手になる偽作であることを把握していると馬部隆弘は指摘しているが、椿井政隆の名前が近江栗太郡志に記載されているわけではない。

### 椿井政隆
1927年、東浅井郡志の「平群懐英椿井政隆共著の淡海國輿地名略考巻十六に、八相山城は……八相縫殿助長祐の居城なり……後、長祐が織田信長に仕へ、天正年中信長の命を南都興福寺に傳へたる由にて、其古文書をも偽作して之を載せ置けり」という記述にみえる「椿井政隆」は「興福寺衆徒の家の産にして、彼の寺社の縁起を出すを以て有名なる、木津の今井氏と姻親の関係あり」と記されている。近江毎夕新聞によると「淡海國輿地名略考」は明治時代に著されている。

### 椿井権之輔政隆
1994年、『ふるさと椿井の歴史』は、「椿井権之輔政隆」という人物の記録がどこに所在しているのかについては記載していないものの、懐英、南竜、王順と号した「椿井権之輔政隆」の古記録、古文書蒐集や絵画、系図、絵図、縁起書を筆写して納めた仕事を「今日の歴史研究の水準でもって確認できる事実が押さえられている一方、確実な事実と認めることのできない記述もかなり多いので、多くの研究者も歴史史料として扱いあぐねているのが現状といえよう」としている。
2005年3月、馬部隆弘は椿井文書は木津の今井家が生産販売したのではなく「椿井権之輔政隆」が作ったものが椿井権之丞亡き後今井良政へ質入れされ流通したもので、續浪華郷友録(1823)の「南龍堂 椿井流兵学古實国学 有職及物産名廣雄字 慶龍山城泉何辺上狛士 椿井権之輔」と同一人物という説を立てた(馬部 2005a)。2005年3月2日、枚方市立中央図書館は市史資料移転作業中に段ボール箱151箱分の古文書の漏水事故にあい、財団法人元興寺文化財研究所が凍結真空乾燥処理を行い判読不能となる古文書は無い状態で被害を食い止めることが出来た。　しかし、馬部は古文書の処理と所蔵者への対応で5年はかかると覚悟、結局8年間勤務したという(馬部 2020a, pp. 231–232)。この論文を伝王仁墓等について馬部が教えを受け、枚方市議会でアテルイの"塚"について発言したという元市史編纂室担当で元公益財団法人枚方市文化財研究調査会理事田宮久史氏が大学時代の同級生の渡辺氏（椿井在住）へ送り、椿井政隆の親類小林凱之氏(馬部 2020a, pp. 66–67)と渡辺氏が馬部の職場である枚方市立中央図書館を訪問し、2005年11月山城郷土資料館で勉強会を開いている(馬部 2020a, pp. 232–233)。
馬部は、近年は自治体史について『永源寺町史』を初見として、椿井文書を偽文書として扱うものが登場すると指摘するとともに、田中淳一郎、宮崎幹也、上田長生、向村九音などによって個別の椿井文書に関する検証も進められるようになってきたとも指摘している。

### 飯田家文書と東大・木津町・大阪大谷大学の調査
2020年5月27日馬部隆弘は中公新書とのインタビューで
ちなみに、昨年度、私が勤務する大阪大谷大学ではまとまった数の椿井文書を購入しましたが、そのきっかけは古典籍商の方が中世文書としてツイッターにあげていたこの写真です（上掲）。これをみた瞬間、椿井文書だと確信しました。自分でも不思議なんですけど、15年以上も見続けると、こんな写真だけでも判断できるようになるんです—馬部隆弘、。
 と述べた
2020年3月、大阪大谷大学図書館は令和元年度(2019年４月-2020年３月)古物商等を経由して購入した古文書84点を「本文書群」と呼び飯田家文書と比較、それら「本文書群」は飯田家文書から抜き取られたものだと報告した。

#### 飯田家文書
馬部隆弘は椿井文書として配布した写しの原本は今井家から木津の飯田家へ1136件が譲渡されたという。
明治三〇年代以降に販売をばったりとやめてしまうのも、十分に元をとったことを意味するのであろう。今井家で売れ残ったものは、のちほど飯田家に譲渡される。その内容は、『大阪大谷大学図書館所蔵椿井文書』という報告書でまとめた通りで、売れ残りとはいえ、なお千点ほどがまとまった状態にある—馬部隆弘、

#### 東京帝國大学の目録と木津町の椿井文書目録
昭和一〇年（一九三五）には、東京帝国大学史料編纂所(以下、東大と略記)が椿井文書を中心とした飯田三次家文書の調査にとりかかった……飯田家が所蔵する古文書は、昭和五七年に始まる木津町史編纂の過程で再調査される。このとき、椿井文書のうち南山城に関係するものを中心に抜き出して撮影がなされた(4)……飯田家の家蔵文書と椿井文書の目録がそれぞれ作成される(5)。このうち後者では、東大が作成した目録に含まれる椿井文書は省略され、新たに確認されたもののみが目録化された。—馬部隆弘、
大阪大谷大学が精査したところ、令和元年度古物商等を経由して購入した古文書「本文書群」84点のうち[1～63]が椿井文書に該当し、残る[64～84]は椿井政隆が蒐集した文書と判断されるという。またこの目録には、先に述べた東京帝国大学史料編纂所や木津町教育委員会が作成した目録もあわせて収録されている。東京大学史料編纂所データベースでは西法寺文書(西法寺;京都市上京区)に合綴された飯田文書(影写本)や竜松院文書(東大寺図書館)に合綴された興福寺文書(影写本)等が見える。本物と判断したためか、東大は「興福寺文書」東大寺戒壇院登壇簡定言上状八点を影写しているという。大阪大谷大学が古物商から購入した「本文書群」は授戒に関する文書を意識的に抜き取った様子が窺えるという。

### 椿井権之丞と今井家

#### 郷社三之宮神社古文書伝来之記
1911年、三宅源治郎が「郷社三之宮神社古文書伝来之記」にて書き記した1888年頃三宅が三松俊季から聴いた伝聞によれば(馬部 2005a, p. 103)、明治二一年(1888年)二月、三之宮神社神職三松俊季は朱智神社の中川政勝から山城国相楽郡木津町の今井良久宅所有の近江、山城、丹波、河内四ヶ国の大量古文書の中に三之宮神社の古文書類があると聞いた(馬部 2005a, pp. 103–104)。
それらは興福寺の侍・椿井権之丞が維新の頃興福寺秘庫の古文書を持ち出し自家に秘蔵し、 一家零落して明治八年(1875年)頃木津の今井良政へ質入れされたもので、一家滅亡の後所有権が今井家へ移ったという。
椿井権之丞が維新の頃興福寺から持ち出した古文書を遺族が1875年頃質入れした先であると伝えられていたのは今井良政、
1888年三之宮神社古文書類を所持し中川政勝の仲介で三之宮神社三松が三宅と共に閲覧に向かった先は今井良久、その後三宅達が購入資金調達に奔走し
1895年三之宮神社の古文書類を買い求めに行った先は今井良政と「郷社三之宮神社古文書伝来之記」では記録されている。
馬部は椿井権之丞が維新の頃興福寺から持ち出した古文書とは実は椿井政隆(1770年～ 1837年)が偽作した椿井文書で、今井家が販売したのはそれであろうと考えた。

##### 椿井家古書目録と郷社三之宮神社古文書伝来之記
2005年3月の論文で馬部は国立歴史民俗博物館所蔵「椿井家古書目録」を椿井政隆の収集文書目録と推定、リストされた文書・絵図の題名から記載された対象地域を近江、山城、河内、大和と推定。
「郷社三之宮神社古文書伝来之記」の三宅が三松から聴いた伝聞記録では、明治二一年1888年二月三之宮神社神職三松俊季は中川政勝から山城国相楽郡木津町・今井良久宅所有の大量の古文書は近江、山城・丹波、河内四ヶ国にわたると聴いたと記載されていた(馬部 2005a, pp. 103–104)(馬部 2005a, pp. 108)。
双方の古文書の地域の類似性から、今井家所持の古文書群はほぼ全て椿井氏が質入れしたと判断した。

#### 今井家
2019年の著書で馬部は今井良久について「『京都府議会歴代議員録』(京都府議会、一九六一年)七一七頁。佳平は明治二八年に没し、良政が跡を継ぐ」と記した。
2020年の著書では「彼の嫡男にあたる良重はすでに没しており、次男の良政は分家を興していた。そのため、良久は明治一七年(一八八四)に生まれた息子の清明を嫡子に定めていたが、まだ一二歳である。そのため、明治二八年(一八九五)一一月に三宅源治郎が今井家を訪問した際は、今井良政が対応している」と述べるとともに、八相神社氏子総代の中川泉三が1902年に「八相大明神由緒記」の購入にあたって今井良政とやりとりしたことや、湯坪神社も同年に「牛頭天王社縁起」を良政から購入していることから「良政が分家から戻ってくるかたちで今井家を相続したようである」と推測している。
なお『京都府議会歴代議員録』には、木津町の今井良久は京都府の府議会議員で1883年良久へ改名し1895年8月8日64才で逝去し、後継者は孫の今井嘉兵衛(財団法人京都高等学校及び京都中学校理事長)と記載されている。
馬部隆弘は、椿井政隆の嫡子万次郎が質入れした椿井文書は、明治20年(1887年)を過ぎた頃に質流れとなり、今井家は由縁ある者に椿井文書を販売し始め、このときに爆発的に各地へ流出することになるが、明治30年代以降に販売を停止、売れ残った千点ほどが飯田家へ譲渡されたという。その中に天保15年3月1日という作成日の記された［O26］「薩摩芋植付ノ記由之事」がある。これには「相楽郡惣代木津郷上津村　今井嘉兵衛」という作成者の記された同日付の類書があり、馬部は［O26］は「今井家で作成されたことがわかる」としている。今井良久は天保3年に生まれているが、父親の名前は嘉兵衛である。

##### 吉野神宮
1895年三宅・三松・上武達が三之宮神社古文書類を買い求めに行った先である今井良政は、世話人田村源三郎と共に明治29年(1896年)6月25日、吉野神宮へ「楠正成　願状　元弘三年五月十九日　正成書印　弐通」「小楠公の御甲冑壱領」「自天親王記　壱巻」など合計105点を壱千円で」納めている。

#### 片山長三の記録
1957年、片山長三は三之宮神社の古文書「穂谷三之宮大明神年表録」を信用し(片山 1957, p. 268)、「河州交野郡五ヶ郷総侍中連名帳」を疑い(片山 1957, pp. 272–273)、三之宮神社古文書類の経緯について下記の様に説明している。

#### 椿井政隆説
馬部は「郷社三之宮神社古文書伝来之記」の椿井権之丞は江戸時代の故実家椿井政隆であるという。「これらの史料を興福寺から持ち出したとされる椿井家は、一九世紀前半に活躍する椿井権之輔政隆なる人物を輩出した家である。(馬部 2005a, p. 107)」「〔「穂谷三之宮大明神年表録」〕〔「穂谷惣社記録」〕が穂谷村の論理で記されていることや、〔「河州交野郡五ヶ郷惣侍中連名帳」〕に近世段階の津田地域の有力農民の苗字が網羅的に掲載されていることなどから、穂谷村の全面的協力があったことも疑いない。三宅氏購入文書はおそらく、穂谷村が「系図屋」ともいえる椿井氏に作成を依頼したのだと思われる(馬部 2005a, p. 108)」という。
椿井政隆は謎多き人物で馬部もまだよくわかっていない部分があるという。椿井政隆の墓を求めて山城町椿井へ行った馬部は椿井政隆の墓は発見していない。ただし馬部は2019年の著書で、1816年から1818年にかけて椿井政隆は近江国蒲生郡をたびたび訪れており、偽文書を各地に残していることを指摘している。
續浪華郷友録では「椿井権之輔」、国立国会図書館デジタルで2017年3月14日から公開されている中田憲信が筆写した『諸系譜』掲載の椿井家系図には椿井権之丞政矩の息子・「椿井権之助政隆」(天保11年12月26日(1841年1月18日)卒)、椿井権之助政隆の息子・椿井萬次郎政福の名前が見られる。
所蔵先未記載の『平群姓正嫡椿井家系図』には「政隆　交名　広雄　道号　懐暎……椿井権之助……明和七庚寅年五月廿五日出生……文政二己卯年六月十一日未刻江州蒲生郡麻生山斬殺大蛇、其長十余許也、……法号　南照院誠誉至頓政隆大徳　天保八年十二月廿六日(※1838年1月21日)卒行年六十八歳」という記述がみえる。
京都府立山城郷土資料館寄託浅田家文書には藤本孝一も言及した椿井文書「仏法最初高麗大寺図」が所蔵されている。
東京大学経済学図書館所蔵浅田家文書には椿井権之丞から浅田五郎兵衛への「弐百匁拝借　あと百匁拝借願 」(史料番号20678,分類番号L/80/7)、浅田金兵衛への「借銀証文切替の件（印形願)」(史料番号22279,分類番号L/961)、浅田金兵衛への「銀子借用願方」(史料番号22284,分類番号L/966)、大西長左衛門への「諸道具質請のため五百目五郎兵衛へ借用方願」(史料番号22286,分類番号L/968)ならびに「頼母子掛銀のこと」(史料番号22334,分類番号L/999/17)、浅田五郎兵衛への「銀子之儀」(史料番号22369,分類番号L/999/52)という記録がみられる。
その目的について、馬部は「お金には困っていなかったはず。ジグソーパズルに熱中するように、歴史の隙間を埋めることをただ楽しんでいたように見える」としている。

#### 穂谷三之宮大明神年表録
江戸時代から続く津田山の山論は1878年和解で終息する。
1895年11月、三之宮神社の三松俊季、津田村の三宅源治郎、穂谷氏子惣代上武庄太郎の三人で木津の今井家へ出向いて三之宮神社文書を購入した。馬部は、三宅氏購入文書のひとつである「穂谷三之宮大明神年表録」や「穂谷惣社記録」に記された棟札を分析して、これらの文書は穂谷村が往古より三之宮神社と深い関係にあったと主張しているという。
またこれらの文書が穂谷村の論理で操作されたとみられることから、三宅氏達が購入した神社の文書を含む大量の文書群が興福寺の蔵から持ち出されたという今井の説明は疑わしいとする。「穂谷三之宮大明神年表録」「穂谷惣社記録」が穂谷村の論理で記されているとみられることや、三宅氏購入文書のひとつである「河州交野郡五ヶ郷惣侍中連盟帳」に近世段階の津田地域の有力農民の苗字が網羅的に掲載されていることなどから、穂谷村の全面的協力があったことは疑いがなく、これらの文書はおそらく穂谷村が椿井氏に作成を依頼したのだと思われる、とする。
馬部は〔「穂谷三之宮大明神年表録」の嘉禄二年(1226年)棟札〕と〔「当郷旧跡名勝誌」の嘉吉二年(1442年)棟札〕の内容が非常に似通っているが、〔「穂谷三之宮大明神年表録」〕では〔正嘉2年(1258年)]棟札〕の後ろに位置するべき〔「当郷旧跡名勝誌」の嘉吉二年(1442年)棟札〕を、嘉吉から嘉禄へ変更して冒頭に配置したとみなし、「穂谷村が往古より三之宮神社と関わっていることを主張したかったのではないだろうか」(馬部 2005a, pp. 97–100)という。
慶安二(1649)年当時の棟札の状況を伝えているという「三之宮神社棟札・拝殿着座之次第写」では、元号の転記ミスが存在している(正嘉二戊午年は西暦1258年。嘉禄二丙戌年は西暦1226年。嘉吉二壬戌年は西暦1442年。寛永十一年は1634年)。
「枚方市史第六巻」では下記の通りである。
「津田史」では下記の通りである。
馬部が引用した「当郷旧跡名勝誌」は下記である。
馬部が引用した片山長三著『津田史』1957年の286-288頁の「当郷旧跡名勝誌」は下記の様に記載している。
枚方市史第6巻188頁の「当郷旧跡名勝誌」三宮嘉吉二年棟札写は下記の様に記載している。
2004年7月『城館史料学』第2号では「尊光寺所蔵の原典に照らし校正」と注記して「当郷旧跡名勝誌」の当該部分を翻刻掲載している。翻刻は以下の通りである。
馬部は「ややこしくなった原因は、片山氏の説明の仕方にもあります。片山氏は『津田史』36頁や177頁などで上掲棟札写の翻刻を何度も掲載するのですが、融通無碍でその度に文面が異なります。しかも、そこでは上述した一行の欠落を含んだうえで分析がなされます。そのため、片山氏の研究を整理するには、『津田史』287頁の棟札写をそのまま引用してしまっては説明がつきません。幸い「当郷旧跡名勝誌」の写が『津田史』274頁に掲載されるので、これで欠落した一行を補足しておきました。決して穂谷村を恣意的に挿入したわけではありません。原文に穂谷村が入っていることは、先ほど引用した「当郷旧跡名勝誌」の棟札説明文をはじめ、諸史料からみても確実です。」と2020年5月30日にresearchmapの研究ブログで述べている。
馬部が片山長三の翻刻ミスで一行ほど「当郷旧跡名勝誌」の棟札本文を見落としたと考えて欠落した一行を補足した元である『津田史』274頁には、三ノ宮神社所蔵『古跡書』が掲載されており(片山 1957, p. 274)、下記の様に記載している。
嘉吉二年(1442年)の棟札の奉加は馬部の「当郷旧跡名勝誌」の翻刻では「奉加尊延寺住人東西……奉加芝村」、
古跡書では「奉加尊延寺村……(片山 1957, pp. 274)」、
馬部が嘉吉二年の棟札から偽作されたという(穂谷)三之宮大明神年表録嘉禄二(1226年)棟札では「尊延寺住侶粟而……芝村(馬部 2005a, p. 97)(枚方市史編纂委員会 1968, pp. 268–269)(片山 1957, pp. 265–267)」である。

##### 古跡書
馬部は「穂谷村に残る【記録4】「古跡書」の前半部分は、天和二年(一六八二)に津田村尊光寺住職が記したとされる【記録1】「当郷旧跡名勝誌」の前半部分を筆写したものである(馬部 2019, p. 82)」「後略部分に元禄年中(一六八八～一七〇四)の記事があることから、それ以降の成立であることは間違いない。にも拘らず、【記録4】は天和二年を基軸とした記述であることから、前半部分は【記録1】の内容に従ったものといえる(馬部 2019, p. 84)」という。

##### 王仁墳廟来朝紀
また馬部は三之宮神社文書と共に購入した西村系図に「道俊　当国禁野和田寺住侶」と記されていることを指摘した。
馬部は、大学院仲間達と2004年創刊した学術ジャーナル「史敏」2005年4月の論文で木津の今井家から入手した津田村西村家の系図では王仁が始祖とされ、「王仁墳廟来朝紀」の時期に該当する近世初期の部分には「西村大学助俊秋」およびその次子として「禁野和田寺住侶道俊」の名が確認できること、

「王仁墳廟来朝紀」は和田寺に伝来したものではなく明治初年に藤坂村山中氏が入手したことを根拠に、「王仁墳廟来朝紀」は西村家の系図と関連づけて作成された椿井文書であるとした。今井家から古文書類を購入したのは三松氏、三宅氏、上武氏であるが、「郷社三之宮神社古文書伝来之記」では三松氏は王仁の末裔と記載されている。

##### 百済王霊祠廟由緒
馬部は、椿井政隆は1行あたり12～15文字程度の比較的大ぶりな明朝体の文字をしばしば用いるとして、百済王神社の「百済王霊祠廟由緒」の写真を紹介している。中村直勝は椿井文書は明朝体で記されていると指摘している。百済王神社は百済王族の宗廟で、三松家は百済王の嫡流だという。民俗学者の中山太郎は、百済王神社を訪れて神官に頼んで見せてもらった縁起について、先代の神官がこの地方で有名な系図書きの木津の阿部さんに頼んで、30両という金を出したものだそうだが、更に信用のできないものであった、と記している。木津は木津川左岸の旧山城国相楽郡木津村であり、木津村とは木津川を挟んで対岸となる椿井は、木津川右岸の旧相楽郡椿井村である。椿井政隆は山城国相楽郡椿井村の人である(馬部 2020, p. ⅱ)。
「両」は江戸時代の金貨の貨幣単位とされるが、明治元年（1886年）5月発行の政府紙幣「太政官札」は同2年7月までに4800万両が全国に散布され、明治4年(1871年)の新貨条例で通貨単位が両から円へ変更された後も、明治12年(1879年)11月まで新紙幣や公債証券と交換、回収されるまで全国で流通した。
中村直勝は、明治30年(1897年)前後に木津の椿井家、あるいは明治35年(1902年)前後に木津の今井家で、偽文書が製造販売されたと記している。藤本孝一は「幕末に椿井家が田辺町に移り住んだ」と記している。東浅井郡志は「椿井政隆……木津の今井氏と姻親の関係あり」と記している。

### 椿井権之助政隆と平群政隆
椿井政隆が書いたと思われるという「平群姓正嫡椿井家系図」には文政2年（1819年）6月11日30mほどの大蛇を江州蒲生郡麻生山で斬殺したという平群政隆　椿井権之助（明和七庚寅年五月廿五日〈1770年6月18日〉- 天保八酉年十二月廿六日〈1838年（丁酉）1月21日〉）の名前がみられる。
「寛政重脩諸家譜」には藤原頼通の末裔、征夷大将軍藤原頼経の三男・中納言氏房が「大和国平群郡椿井の地に住んだことによってこの地名を称号とし」たという由縁が書かれている。中納言氏房は「諸系譜」では椿井権之助政隆の先祖である。
寛政6年(1794年)「興福寺元衆徒中御門系圖(写)」の行年25歳「椿井右馬助平群懐暎胤政」は椿井政隆の署名で「平群姓正嫡椿井家系図」の生年と一致しているという。
「粟津拾遺集」の著者・椿政隆は椿井政隆であるという。椿井政隆（つばいまさたか）と同じ名前の寛政5年12月21日(1794年1月22日)26歳で家督を継いだ椿井政堯（まさたか）(通名「泰五郎」)が「寛政重脩諸家譜」椿井氏系図内に記されている。なお、この旗本椿井家の当主は文化元年（1804年）の「懐中道しるべ」では泰五郎であるが、文政10年（1827）年の「国字分名集」では勇次郎に変わっている。

#### 諸系譜
著者不明の椿井家の系図が、中田憲信が筆写した「諸系譜」に収録されており、椿井権之助政隆（ - 天保十一年十二月廿六日〈1841年1月18日〉）の名前がみえる。椿井権之助政隆の父の名前は椿井権之丞政矩（ - 文化五年十一月十一日〈1808年12月27日〉）と掲載されている。
「諸系譜」には天保11年家督を継いだ椿井権之助政隆の息子の椿井萬次郎政福が掲載されている。椿井政隆の墓を求めて山城町椿井へ行った馬部は「……宝　椿井万次郎平群政辰明治二十有五年（*1892年）九月廿ニ日逝去……大正二年（*1913年）六月遠族今井良政建之」と彫られた墓を発見した。

#### 近江国伊香郡柳ケ瀬村・柳ケ瀬家系譜
馬部は小林凱之所蔵椿井権之助政隆著「椿井系図」を元に、近江国伊香郡柳ケ瀬村の柳ケ瀬家系譜の、神亀元年(724年)大和国椿井懐房が伊香郡で大蛇退治をして地名を椿井と名付け、子孫の椿井秀行が山賊扱いをされ伊香郡柳ケ瀬村へ移住し柳ケ瀬氏を名乗り、後継ぎが絶え山城国の椿井家から行政が後継ぎに来たという伝承は椿井政隆の椿井文書であるとしたが、「諸系譜」にも神亀元年(724年)椿井右中将懐房が淡海伊香の大蛇を退治し、藤原房前の養子となり藤原の平群となったと記載されている。「諸系譜」では椿井政隆は「寛政重脩諸家譜」の藤原家支流内藤定房(初　政定)に該当する椿井三河政定の末裔として書かれている。内藤定房は「寛政重修諸家譜」では永禄11年(1568年)9月 近江国伊香郡の数十邑をあたえられ、山城国相楽郡椿井村にはその子孫が連綿として住んでいると書かれている。

##### 椿井政隆の花押
花押（押印）は自著の代りに書く記号で、個人の表微として文書に証拠力を与える目的で記される。他人の模倣・偽作を防ぐため様々な工夫が凝らされた。椿井政隆のものと考え得る花押やその筆写であるが、
山地悠一郎「南朝諸録要諦」にて影印された「南山雲錦拾要」の巻末には、應龍の署名と花押、明治29年謄写したとの記載と吉野宮社務所の角印が押印されている。京都府綴喜郡井手町西福寺の「摩尼遍照山西福教寺来縁巻」にも椿井南龍堂廣雄の花押がみえる。後述の山城町上狛の小林家住宅の「小林氏居宅図」では「椿井政隆」の署名と花押がみえる。

#### 南山郷士と南山雲錦拾要
大西家文書によると相楽郡椿井村の椿井万次郎は南山郷士の盟主のひとりである。
1867年、水取の大西家文書によると普賢寺郷の田宮喜平、今井佳平(今井良久;椿井権之丞が興福寺から持ち出した古文書を質入れしたと「郷社三之宮神社古文書伝来之記」にて書かれた人物,後に府会議員となる)の禁裏への出仕呼びかけに瓶原郷士が名乗りを上げ、
1868年正月、藤林(大西)春碩、田宮喜平次、椿井権之輔応龍(南龍堂)の息子とみられる椿井万次郎達が呼応、炭竃大隅守孝任末裔の瓶原郷士以外は系図を作成、新政府参与役所へ願書を提出、正月28日太政官代二条城での取調で聞き届けられ洛内屯所に詰め1869年8月まで勤務、それ以降は椿井家の名前は史料から姿を消すという。
1881年8月、南山義塾開校。南山城地域の自由民権運動の核であった。南山郷士も関係していると思われるという。
1881年9月、士族編入を願い出るが山科郷士のみ編入を許可された。
1884年「南山雲錦拾要」を根拠に南山郷士として士族へ編入された。
馬部は「南山雲錦拾要」の「応竜」の署名は椿井政隆の号であり、椿井文書であると鑑定する。
「南山雲錦拾要」は元弘の乱笠置山の戦いの際に後醍醐天皇の笠置寺行宮へはせ参じた義士について書かれたもので焼失後の写しが残るというが、歴史家が笠置寺縁起を元にした物語で史実としては正確ではないと評価したり、収録された吐師川原着到状や仏河原着到状は江戸時代頃または「明治時代はじめに古い記録を参考にしながらつくったと思われる文書」と評価されていた。
前述の「郷社三之宮神社古文書伝来之記」にて、南山郷士と共に氏子の村々の郷士が後醍醐天皇の元へ馳せ参じたと書かれている。山城国と河内国の国境付近は村落間の結びつきが強かった。「……これらの地域は断層線に沿って発達した街道によって古くから村落間の結びつきが強かった。……穂谷村の通婚圏をみると、通婚者二三五名中、村内八〇人(三五%)、穂谷を除く河内五八人(二四%)、大和・山城八一人(三四%)、その他が一六人(七%)となっており、河内よりも他国との通婚が多く、特に高山郷、天王、普賢寺との関係が深いのである」
前述の通り南山郷士は「南山雲錦拾要」を根拠に京都府士族へ編入されたが、その南山郷士盟主の一人と書かれた椿井万次郎は椿井権之助政隆の息子・椿井萬次郎政福と思われるとされ、椿井萬次郎政福の祖父・曾祖父・高祖父は、中田憲信筆写「諸系譜」では養子と書かれており、その先祖は左少将政賢と記載されており、「寛政重脩諸家譜」では左少将政賢は後醍醐天皇と対峙した足利尊氏に仕えたと書かれている。
前述の通り南山郷士は「南山雲錦拾要」では後醍醐天皇の元へ馳せ参じた郷士として書かれているが、南山郷士盟主の一人であった椿井万次郎と思われる椿井萬次郎政福と椿井権之助政隆の椿井家系図がメモされている「諸系譜」を筆写した中田憲信は「南方遺胤」では南山郷士が馳せ参じた南朝・後醍醐天皇の息子である後村上天皇第18代末裔と書かれている。
その「諸系譜」では椿井萬次郎政福は「彈正臺門兵」と書かれている。南山郷士は弾正台京都出張台の門番を務めていたという。弾正台は明治4年司法省に合併したが、「諸系譜」を筆写した中田憲信は裁判官で、「諸系譜」には一部名古屋控訴裁判所様式の用紙が使用されている。のちに南山郷士と名乗る南山城の郷士達へ禁裏への出仕を当初呼び掛けたのは木津の代官であった今井佳平(今井良久)で、幕末に鉄砲隊隊長として禁裏の警衛に任じ、郷土頭に任じられ維新後に木津へ戻り、明治12年(1879年)3月府会議員となり明治16年(1883年)1月良久と改名、明治28年(1895年)8月8日64才で死去した。
その今井良久と次男の今井良政が椿井文書を販売していた人物であり、禁裏への出仕を志願した椿井万次郎他8名の南山郷士総代のうち4名が普賢寺郷の者であったことが、椿井文書が木津に伝来した背景と馬部はいう。
「南山雲錦拾要」は藤田精一(山城国綴喜郡田辺村出身)が楠木正成について書いた「楠氏研究」で利用されていたが関東大震災で焼失、田辺町史編纂資料調査時に水取の大西家で発見され「笠置日記」「般若寺良忍記」「興福寺官務帳」「大和国山辺氏記録」など三十六の資料の抜き書きであることが判明、南山城地域で南朝ゆかりの物語が生じた原因は興福寺や石清水八幡宮との縁ではないかとし、明治時代、公家方の北朝正統論と維新の志士側の南朝正統論の間で激しく論争された南北朝正閏論問題は明治天皇のお言葉で解決したと田辺町史は締めくくっている。。

#### 牛頭天王社の宮座方
また馬部は、普賢寺谷では明治時代の流出以前から椿井文書が広く定着していたと認めざるを得ないとしたうえで、普賢寺谷の一連の椿井文書がどのような要望にもとづいて作成されたについて、普賢寺谷10ヶ村の氏神である牛頭天王社の祭祀において、近世中期以降「侍中」と｢宮座方｣の対立が強まり、「宮座方｣からの突き上げに対して、結束を固めて対抗する必要に迫られた侍衆は、富豪を由緒ある土豪に仕立て上げ、中世以来幾度となく結束して困難に立ち向かってきた普賢寺谷の侍衆を、ことさらに主張する積極的な理由が認められるとした。そしてそれが草莽隊の由緒へと活用されたのであろう、と指摘している。さらに彼らが南山郷士として認められる際に「南山雲錦拾要」という椿井文書が用いられたことから、「富農の身分上昇に応じて創作された椿井文書は、最終的にその機能を全うしたと言えよう」と指摘している。

### 椿井政隆親族・上狛の小林家
椿井権之助政隆 著「椿井系図」を所蔵していた小林凱之は、2005年3月,４月刊行された馬部の論文を枚方市元市史編纂室勤務の田宮久史が椿井在住の渡辺美秀子へ送付した後、渡辺と共に馬部の勤務先の枚方市市史編纂室を訪れ、同年11月には京都府立山城郷土資料館で勉強会を開催しており、小林凱之は文政6年(1823年)5月、椿井政隆が親戚の山城町上狛の住宅を描いた「小林氏居宅図」の小林家住宅の主人である。

## 文化財としての議論
1977年（昭和52年)、滋賀県甲西町（現湖南市）は、同市の西応寺が所蔵する室町時代の絵画「紙本著色少菩提寺絵図」（円満山少菩提寺四至封疆之絵図）を文化財に指定。作者は椿井政隆で、実際は室町時代の古図を江戸時代に模写したものとされてきたが、その後の調査で年号などから偽文書の疑いが強まり、2022年（令和4年）、湖南市の文化財保護審議会は絵画を文化財から解除する方針を決めた。一方、地元住民や有識者からは「椿井文書というだけで結論を出している」などとする反対の声も上がった。